# Fuirena stephani
Fuirena stephani là loài thực vật có hoa trong họ Cói. Loài này được Ramos & Diego mô tả khoa học đầu tiên năm 2002.